# Katarzyna Ewa Zdanowicz-Cyganiak
Katarzyna Ewa Zdanowicz-Cyganiak (ur. 1979 w Białymstoku) – polska poetka, wykładowca i dziennikarka.

## Życiorys
W okresie szkolnym stypendystka Krajowego Funduszu na rzecz Dzieci. Absolwentka filologii polskiej na Uniwersytecie w Białymstoku. Dwukrotnie (1997 i 2003) była stypendystką Ministra Kultury i Sztuki w dziedzinie literatury. Została asystentką Wydziału Filologicznego Uniwersytetu Śląskiego w Katowicach. W czerwcu 2009 uzyskała tam promocję doktora nauk humanistycznych na podstawie rozprawy Kategorie: Inna – Obca – Wykluczona we współczesnej poezji kobiecej. Jest adiunktem w Katedrze Dziennikarstwa Ekonomicznego i Nowych Mediów Uniwersytetu Ekonomicznego w Katowicach oraz wieloletnim członkiem Polskiego Towarzystwa Edukacji Medialnej (PTEM) w Krakowie.
Publikacje z reguły podpisuje jako Katarzyna Ewa Zdanowicz. Wyjątek stanowi zbiór Deadline, który sygnowała jako Katarzyna Zdanowicz-Cyganiak.

## Nagrody i wyróżnienia
Laureatka Nagrody Literackiej Prezydenta Miasta Białegostoku im. Wiesława Kazaneckiego za rok 2000 za tomik Szkliwo oraz wyróżnienia Poznańskiego Przeglądu Nowości Wydawniczych „Lato 2003” organizowanego przez Bibliotekę Raczyńskich za tomik Jak umierają małe dziewczynki. W 2014 roku została finalistką Nagrody Literackiej Gryfia za książkę Ciemność. Resort SPA. W 2025 została nominowana do nagrody Orfeusza Mazurskiego za tom Zuch dziewczynka.

## Publikacje
- Improwizacje i nie tylko, Związek Literatów Polskich, oddział Białystok, Białystok 1997.
- Kolekcjonerka, Łuk, Białystok 1999.
- Szkliwo, Kartki, Białystok 2000.
- Jak umierają małe dziewczynki, Wydawnictwo Ruta, Wałbrzych 2003.
- Kto się boi Marii K.? Sztuka i wykluczenie. Białystok: Gnome, 2004, s. 118. ISBN 83-87819-68-9. (monografia poświęcona Marii Komornickiej).
- Deadline, Stowarzyszenie Inicjatyw Wydawniczych, Górnośląskie Centrum Kultury, Katowice 2007.
- Ciemność resort SPA, WBPiCAK, Poznań 2013.

- Obce, reaktywacja. Szkice. Wyd. Uniwersytetu Ekonomicznego, Katowice 2013, s. 220, ISBN 978-83-7875-143-4.
- Sejpak (razem z Elżbietą Michalską), Fundacja Sąsiedzi, Białystok 2023, ISBN 978-83-66912-16-8

antologie:
- Warkoczami. Antologia nowej poezji, red. Joanna Mueller, Sylwia Głuszak, Beata Gula, Staromiejski Dom Kultury, Warszawa 2016.